# Нос-Калик
Нос-Калик (хорв. Nos Kalik) — населений пункт у Хорватії, у Шибеницько-Книнській жупанії у складі міста Дрниш.

## Населення
Населення за даними перепису 2011 року становило 1 осіб.
Динаміка чисельності населення поселення:

## Клімат
Середня річна температура становить 14,52 °C, середня максимальна – 28,35 °C, а середня мінімальна – 0,81 °C. Середня річна кількість опадів – 765 мм.
| Клімат поселення                              | Клімат поселення | Клімат поселення | Клімат поселення | Клімат поселення | Клімат поселення | Клімат поселення | Клімат поселення | Клімат поселення | Клімат поселення | Клімат поселення | Клімат поселення | Клімат поселення | Клімат поселення |
| Показник                                      | Січ.             | Лют.             | Бер.             | Квіт.            | Трав.            | Черв.            | Лип.             | Серп.            | Вер.             | Жовт.            | Лист.            | Груд.            |                  |
| Середній максимум, °C                         | 10,49            | 11,30            | 14,16            | 17,56            | 22,44            | 26,20            | 28,35            | 27,99            | 23,60            | 19,20            | 13,81            | 10,54            |                  |
| Середня температура, °C                       | 5,65             | 6,45             | 9,32             | 12,72            | 17,61            | 21,35            | 24,64            | 24,28            | 19,88            | 15,47            | 10,10            | 6,82             |                  |
| Середній мінімум, °C                          | 0,81             | 1,61             | 4,48             | 7,87             | 12,76            | 16,50            | 20,92            | 20,55            | 16,16            | 11,76            | 6,38             | 3,10             |                  |
| Норма опадів, мм                              | 68               | 59               | 65               | 69               | 53               | 53               | 29               | 44               | 74               | 80               | 93               | 78               |                  |
| Середньомісячна швидкість вітру, м/с          | 2.32             | 2.51             | 2.72             | 2.63             | 2.32             | 2.10             | 2.13             | 1.97             | 2.12             | 2.17             | 2.61             | 2.55             |                  |
| Середньомісячна сонячна радіація, кДж/м²·день | 5317             | 8091             | 11757            | 16442            | 20524            | 22986            | 24783            | 21580            | 16022            | 10349            | 5778             | 4500             |                  |
| --------------------------------------------- | ---------------- | ---------------- | ---------------- | ---------------- | ---------------- | ---------------- | ---------------- | ---------------- | ---------------- | ---------------- | ---------------- | ---------------- | ---------------- |
| Джерело:                                      |                  |                  |                  |                  |                  |                  |                  |                  |                  |                  |                  |                  |                  |